# Stelis anthracina
Stelis anthracina är en biart som beskrevs av Timberlake 1941. Stelis anthracina ingår i släktet pansarbin, och familjen buksamlarbin. Inga underarter finns listade i Catalogue of Life.